# Taichung Intercontinental Baseball Stadium

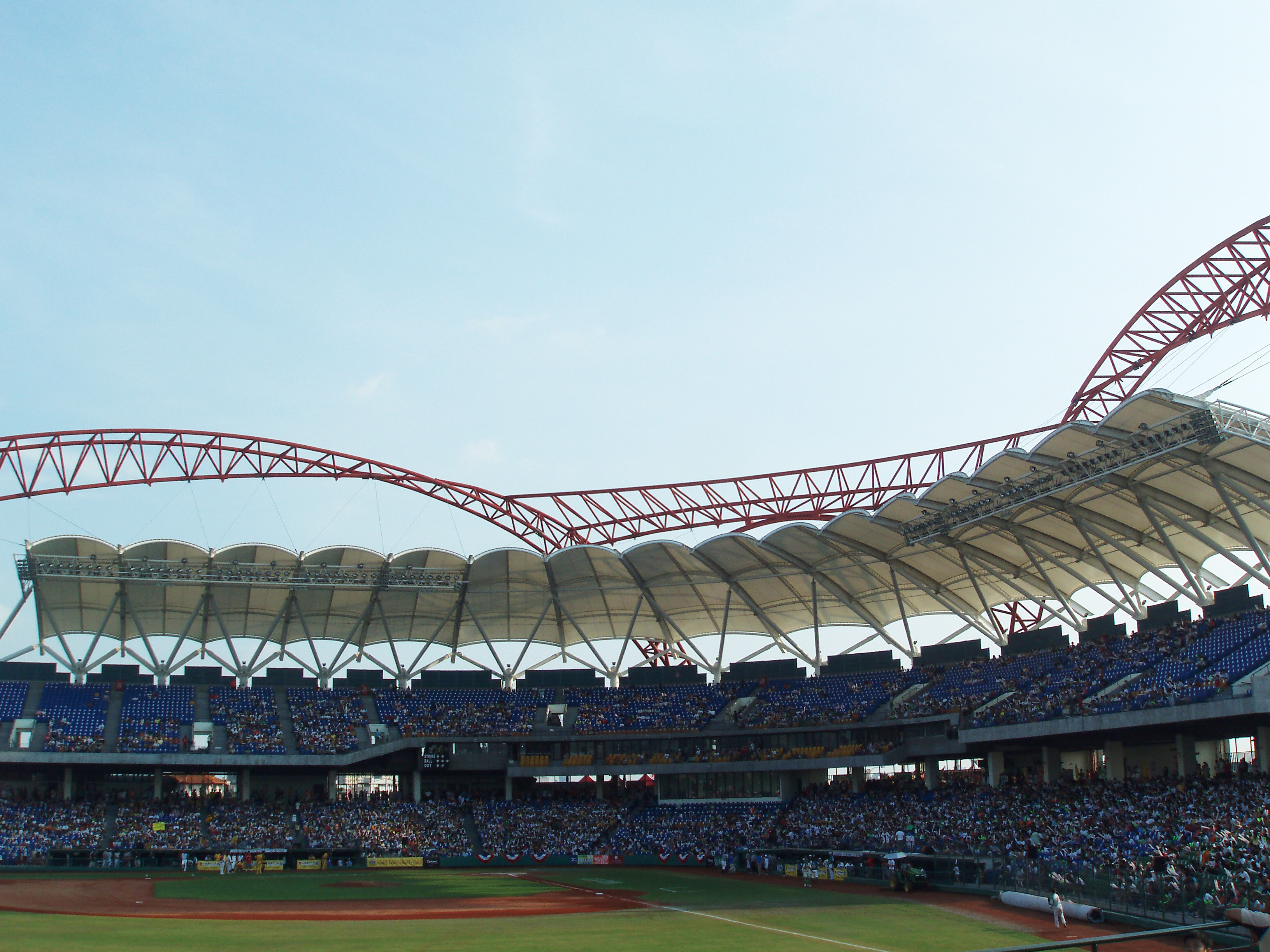
Het stadion

Het Taichung Intercontinental Baseball Stadium ("Taichung Intercontinentaal Honkbalstadion") is een honkbalstadion in de Taiwanese stad Taichung. Het Intercontinental in de naam dankt het aan het eerste toernooi dat er plaatsvond, de Intercontinental Cup 2006.
Het in november 2006 geopende stadion heeft een capaciteit van circa 20.000 toeschouwers. In het stadion werden wedstrijden van meerdere internationale honkbaltoernooien gespeeld, waaronder de al genoemde Intercontinental Cup 2006, het Wereldkampioenschap honkbal 2007, het Aziatisch kampioenschap honkbal 2007, de Intercontinental Cup 2010 en poule B van de World Baseball Classic 2013.
Het Nederlands honkbalteam kwam meerdere keren in actie in het stadion, waar het onder meer een zilveren medaille haalde op de Intercontinental Cup 2006 en 2010 (beide keren tegen Cuba) en de poulefase van de WBC 2013 doorkwam (tegen Zuid-Korea, Taiwan en Australië).